# Carlo Giuseppe d'Asburgo
Carlo Giuseppe d'Asburgo, arciduca d'Austria (Vienna, 7 agosto 1649 – Linz, 27 gennaio 1664), è stato un nobile e vescovo cattolico austriaco; era figlio dell'imperatore Ferdinando III e della sua seconda moglie Maria Leopoldina d'Asburgo, che morì nel darlo alla luce.

## Biografia
Già prima di compiere 13 anni, il ragazzino era stato nominato arcivescovo di Olomouc, vescovo di Passavia e principe-vescovo di Breslavia, succedendo, il 23 febbraio 1663, allo zio Leopoldo Guglielmo d'Austria, di cui ereditò anche il patrimonio e la stupenda collezione di opere d'arte, nonché Gran Maestro dell'ordine dei Cavalieri Teutonici. L'elezione vescovile venne confermata da papa Alessandro VII il 23 aprile dello stesso anno. Come coadiutore gli venne affiancato l'arcidiacono Sebastian von Rostock.
Tali incarichi non poterono comunque mai essere concretamente esercitati da Carlo Giuseppe, il quale per la sua giovane età non poteva ancora ricevere gli ordini sacri, poiché l'arciduca morì non ancora quindicenne. È sepolto, assieme ai genitori e a molti altri membri della casa d'Asburgo, nella Cripta Imperiale di Vienna.

## Antenati
|                            |                    |                           | Genitori               |  |  | Nonni |  |  | Bisnonni           |  |  | Trisnonni              |  |
|                            |                    |                           |                        |  |  |       |  |  | Carlo II d'Austria |  |  | Ferdinando I d'Asburgo |  |
|                            |                    |                           |                        |  |  |       |  |  | Carlo II d'Austria |  |  | Ferdinando I d'Asburgo |  |
|                            |                    | Anna Jagellone            |                        |  |  |       |  |  | Carlo II d'Austria |  |  |                        |  |
| Ferdinando II d'Asburgo    |                    |                           |                        |  |  |       |  |  | Carlo II d'Austria |  |  |                        |  |
|                            |                    | Maria Anna di Wittelsbach | Alberto V di Baviera   |  |  |       |  |  |                    |  |  |                        |  |
|                            |                    | Maria Anna di Wittelsbach | Alberto V di Baviera   |  |  |       |  |  |                    |  |  |                        |  |
|                            |                    | Maria Anna di Wittelsbach | Anna d'Austria         |  |  |       |  |  |                    |  |  |                        |  |
| Ferdinando III d'Asburgo   |                    | Maria Anna di Wittelsbach |                        |  |  |       |  |  |                    |  |  |                        |  |
|                            |                    | Guglielmo V di Baviera    | Alberto V di Baviera   |  |  |       |  |  |                    |  |  |                        |  |
|                            |                    | Guglielmo V di Baviera    | Alberto V di Baviera   |  |  |       |  |  |                    |  |  |                        |  |
|                            |                    | Guglielmo V di Baviera    | Anna d'Austria         |  |  |       |  |  |                    |  |  |                        |  |
| Marianna di Baviera        |                    | Guglielmo V di Baviera    |                        |  |  |       |  |  |                    |  |  |                        |  |
|                            |                    | Renata di Lorena          | Francesco I di Lorena  |  |  |       |  |  |                    |  |  |                        |  |
|                            |                    | Renata di Lorena          | Francesco I di Lorena  |  |  |       |  |  |                    |  |  |                        |  |
|                            |                    | Renata di Lorena          | Cristina di Danimarca  |  |  |       |  |  |                    |  |  |                        |  |
| Carlo Giuseppe d'Asburgo   |                    | Renata di Lorena          |                        |  |  |       |  |  |                    |  |  |                        |  |
|                            | Carlo II d'Austria | Ferdinando I de' Medici   |                        |  |  |       |  |  |                    |  |  |                        |  |
|                            | Carlo II d'Austria | Ferdinando I de' Medici   |                        |  |  |       |  |  |                    |  |  |                        |  |
|                            | Carlo II d'Austria | Cristina di Lorena        |                        |  |  |       |  |  |                    |  |  |                        |  |
| Leopoldo V d'Austria       | Carlo II d'Austria |                           |                        |  |  |       |  |  |                    |  |  |                        |  |
|                            |                    | Maria Anna di Baviera     | Ferdinando I d'Asburgo |  |  |       |  |  |                    |  |  |                        |  |
|                            |                    | Maria Anna di Baviera     | Ferdinando I d'Asburgo |  |  |       |  |  |                    |  |  |                        |  |
|                            |                    | Maria Anna di Baviera     | Anna Jagellone         |  |  |       |  |  |                    |  |  |                        |  |
| Maria Leopoldina d'Asburgo |                    | Maria Anna di Baviera     |                        |  |  |       |  |  |                    |  |  |                        |  |
|                            |                    | Ferdinando I de' Medici   | Cosimo I de' Medici    |  |  |       |  |  |                    |  |  |                        |  |
|                            |                    | Ferdinando I de' Medici   | Cosimo I de' Medici    |  |  |       |  |  |                    |  |  |                        |  |
|                            |                    | Ferdinando I de' Medici   | Eleonora da Toledo     |  |  |       |  |  |                    |  |  |                        |  |
| Claudia de' Medici         |                    | Ferdinando I de' Medici   |                        |  |  |       |  |  |                    |  |  |                        |  |
|                            |                    | Cristina di Lorena        | Carlo III di Lorena    |  |  |       |  |  |                    |  |  |                        |  |
|                            |                    | Cristina di Lorena        | Carlo III di Lorena    |  |  |       |  |  |                    |  |  |                        |  |
|                            |                    | Cristina di Lorena        | Claudia di Valois      |  |  |       |  |  |                    |  |  |                        |  |
|                            |                    | Cristina di Lorena        |                        |  |  |       |  |  |                    |  |  |                        |  |